# Mannen som blev miljonär
Mannen som blev miljonär är en svensk thrillerfilm från 1980. Den är baserad på Olle Högstrands sherlockbelönade debutroman Maskerat brott från 1971.

## Handling
Kriminalinspektör Olsson vid SÄPO blir vittne till ett terrorattentat, där en framstående utländsk diplomat sprängs i luften. Kort därefter kidnappas statsministerns dotter och dennes barnvakt. Kidnapparna kräver att den man som ligger bakom attentatet mot diplomaten ska försättas på fri fot. Olsson misstänker att det ligger mer bakom kidnappningen och går djupare in i fallet. Hela tiden finns det någon i statsministerns närhet som försöker lägga locket på.
Filmens stora slutstrid utspelas på den gamla sedermera rivna pendeltågsstationen vid Huddinge station.

## Distribution
Filmen hade svensk premiär 17 maj 1980 på biografen Röda Kvarn i Stockholm.
Filmen var tillåten från 15 år vid premiären. Fyra månader efter premiären valde Svensk Filmindustri att omcensurera filmen nedkortad enligt förslag Statens Biografbyrå gett redan innan premiären, för att sänka åldersgränsen till 11 år och därmed höja biljettintäkterna. Enligt Statens Biografbyrå gjordes ett klipp på sex sekunder, men enligt Svenska Filminstitutet var det 33 sekunder. 
Filmen var utgiven som hyrfilm på VHS och tv-visades tidigt på 90-talet, men blev sedan länge helt otillgänglig pga rättighetsproblem. Filmen gavs ut på DVD 2017. I DVD-utgåvan visas den bortklippta filmsekvensen i original. DVD-utgåvan innehåller ingen högklassig kopia, men filmen har sedan blivit tillgänglig på C More, i nyrestaurerat skick.

## Rollista
- Gösta Ekman - Stickan, nattklubbsägare
- Brasse Brännström - Jan Olsson, SÄPO-agent
- Olof Bergström - Statsminister Bengt Sundelin
- Allan Edwall - Kansliråd Allan Persson
- Anki Lidén - Anki, tidningsjournalist
- Björn Gustafson - Bosse
- Lis Nilheim - Ann-Marie, bordellägare
- Eddie Axberg - Jens Fors, terrorist
- Haege Juve - Jannike Broberg, statsministerns barnflicka
- Liv Alsterlund - Kristina Sundelin, fem år
- Torgny Anderberg - Professor Gunnar Lundell i TV
- Sten Ardenstam - Rikspolischefen Harry, okänt efternamn
- Per-Axel Arosenius - Polis vid SÄPO
- Sture Djerf - SÄPO-kommissarie
- Stig Hannes Edfeldt - Ankis son
- Gösta Engström - Polis vid SÄPO
- Agneta Ehrensvärd - Lisa, Olssons flickvän
- Stig Ossian Ericson - Hans, svampplockare
- Hjördis Petterson - Hans mamma, svampplockare
- Björn Gedda - Kurt, Polis vid SÄPO
- Gösta Prüzelius - Bertil, den svenske ambassadören i London
- Ulf Andrée - Polis som leder razzia
- Mats Arehn, Per Waldvik - Journalister på Expressen
- Claes Elfsberg - TV-reporter vid valvaka
- Sture Hovstadius - Hovmästare
- Åke Lagergren - Orienterare
- Lars Lennartsson - Överläkare Lundberg på porrklubben
- Åke Lindström - Poliskommissarien i Märsta
- Håkan Nilsson - Nyhetsuppläsare i TV
- Inger Säfwenberg - Spelar sig själv som tv-reporter
- Torsten Wahlund - SÄPO-polis
- Ewonne Winblad - Radioröst
- Anders Åberg - Polis i Märsta
- Tom Younger - Engelsktalande TV-reporter utanför statsministerns hus

## Priser
- Guldbagge, bästa film